# GSAT-9
O GSAT-9 é um satélite de comunicação geoestacionário indiano que está localizado na posição orbital de 48 graus de longitude leste. Ele foi construído, e também é operado, pela Organização Indiana de Pesquisa Espacial (ISRO). O satélite leva uma carga GAGAN de navegação para fornecer serviços de GPS para as forças de segurança e controle de tráfego aéreo. GAGAN é um sistema de navegação GPS regional desenvolvido pela Índia. O GSAT-9 é utilizado para servir também aos países vizinhos da SAARC (com exceção do Paquistão, que optou por sair) sob a denominação South Asian Satellite. O satélite foi baseado na plataforma I-2K (I-2000) Bus e sua vida útil estimada é de 12 anos.

## Lançamento
O satélite foi lançado com sucesso ao espaço em 5 de maio de 2017, às 11:27 UTC, por meio de um veículo GSLV MkII a partir do Centro Espacial de Satish Dhawan, na Índia. Ele tinha uma massa de lançamento de 2.195 kg.

## Capacidade e cobertura
O GSAT-9 está equipado com 12 transponders em banda Ku.